# Pasi Sipilä
Pasi Sipilä (3 de março de 1977) é um músico finlandês.
No Charon, Pasi toca guitarra. É o produtor de quase todos os álbuns e singles e também responsável pelos teclados. Ele nunca escreve letras, mas sempre compõe músicas para a banda. Antes de unir-se ao CHARON tinha tocado nas bandas: Les Felines, The Troglodytes e The Deepspace Sexchange. Além de guitarra e teclados, Pasi sabe tocar bateria. Como uma pessoa criativa, gosta de desenho.